# 辽代建筑

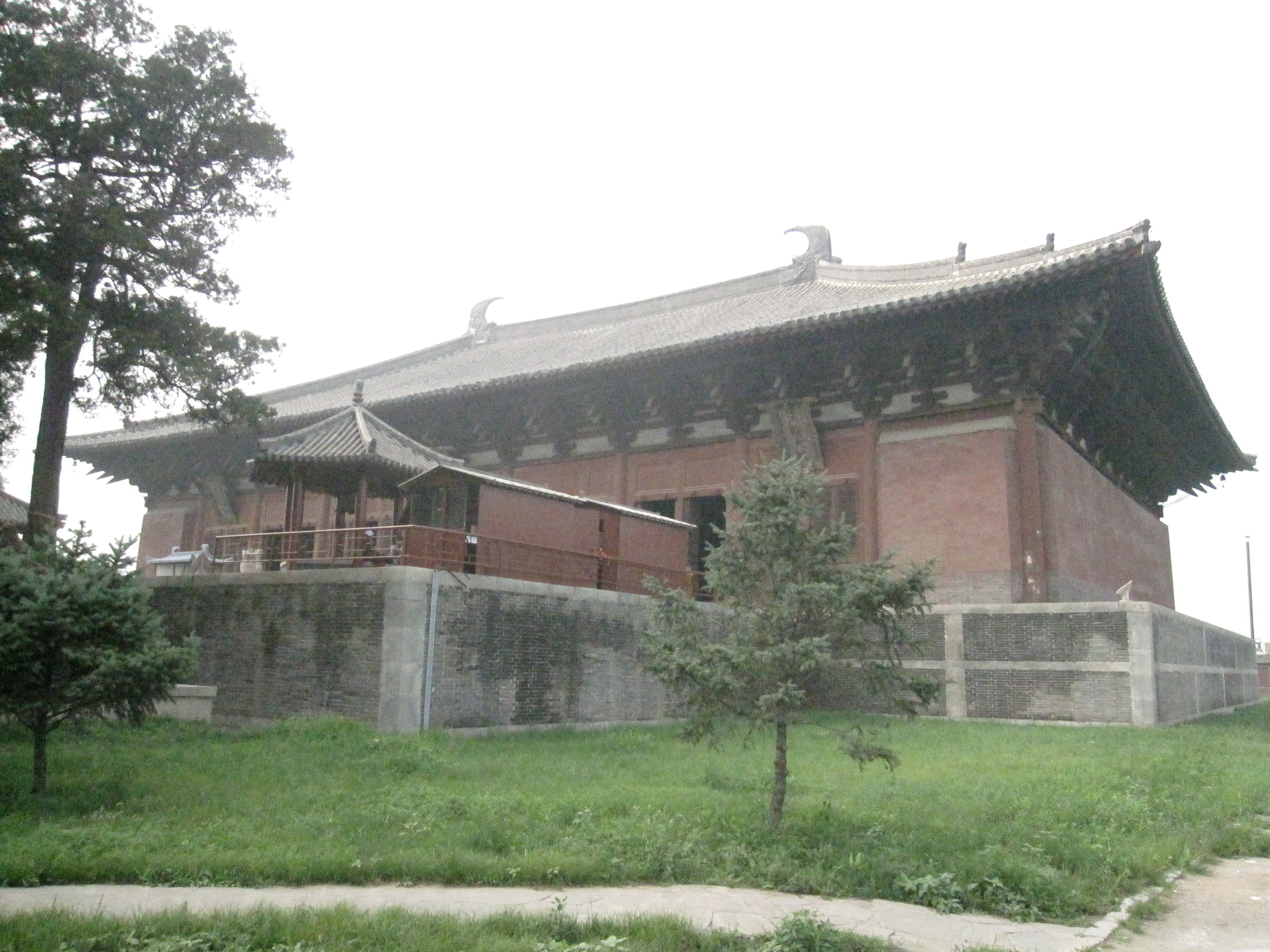
奉國寺大雄寶殿，建於遼開泰九年（1020年）

遼代建築承繼唐代建築風貌，相比起同期受南方影響、偏向秀麗的宋朝建筑，遼代建築繼承和保留了遼更多晚唐北方建築的特點。

## 構架
構架何分三型，殿堂型，廳堂型及比較獨特的奉國寺型構架。比起同期的北宋建築，遼代用材偏大，近似唐代。另外屋面舉高亦甚平緩，連計鋪作層高度與柱高同等，同期的北宋建築已經更見高峻。立柱使用側腳生起使柱網內聚，增強穩定性。

## 斗拱
遼代斗拱多承襲晚唐五代斗拱樣式，補間最多作一朵，偷心造為主，最多作雙抄雙昂四出挑，出現斜拱。昂用真昂，昂嘴听成批竹狀。早期辽代建筑外观上与唐代并无明显差异，但现存辽代建筑无论年代第二跳华栱独立于梁，而一些现存唐代建筑的第二跳华栱与第二跳慢栱同为主体梁架的部分（甚至第一条华栱后方都可能是㭼头）。晚期辽代建筑则在保有唐代风格的基础上广泛应用了斜栱。

## 瓦飾
遼代瓦作主要使用陶質灰瓦，亦有用琉璃瓦。瓦當多為蓮紋瓦當，亦有少量獸面瓦出土。正脊疊瓦成脊，兩端施鴟吻。戧脊及垂脊末端施獸首，起翹筒瓦或走獸，已不見唐代多見之獸面瓦或蓮紋瓦，實例見於華嚴寺薄伽教藏天宮樓閣。